# Älvsjö gård

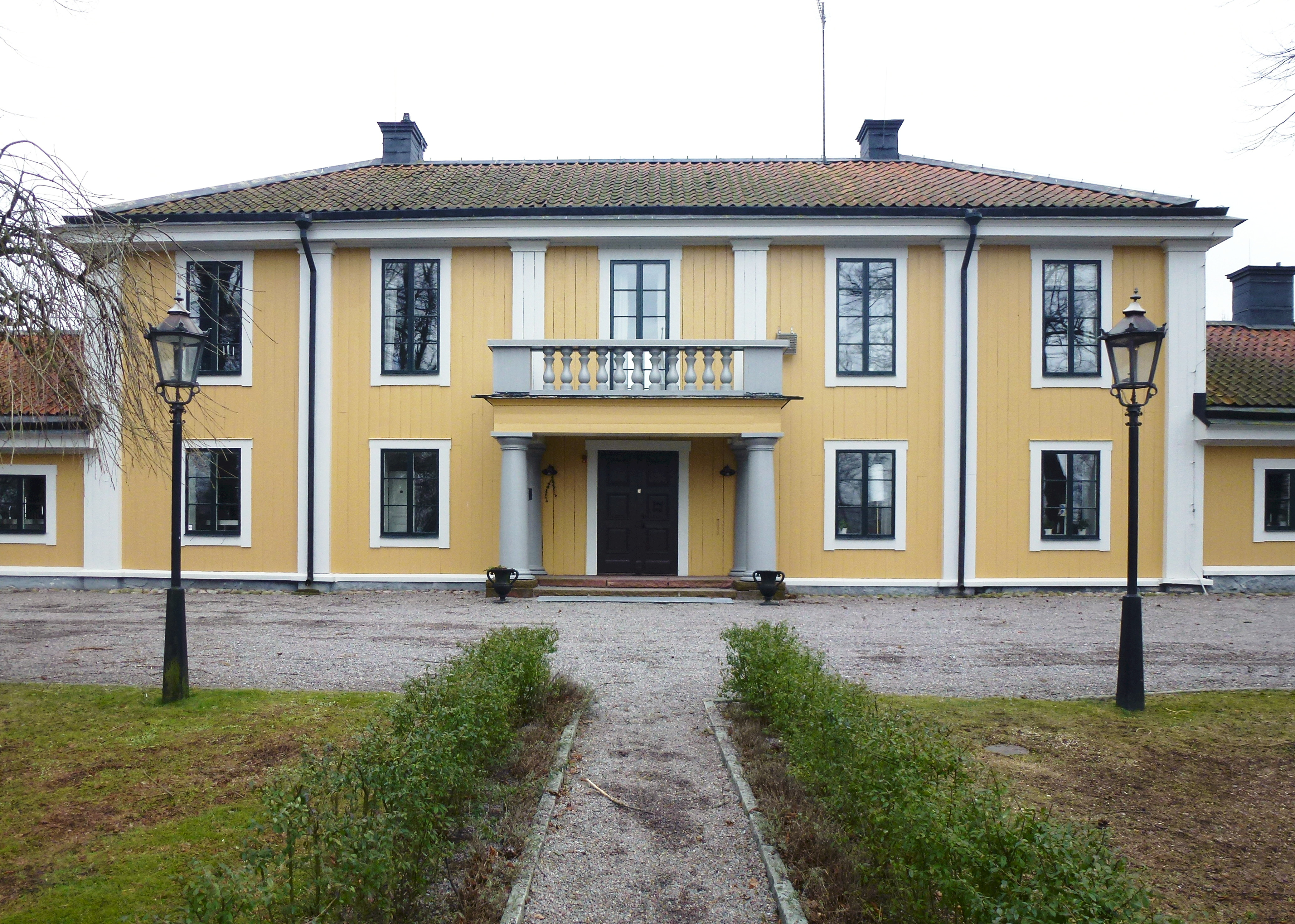
Älvsjö gårds huvudbyggnad, februari 2015.

Älvsjö gård (äldre stavning Elfsiö) är en anrik herrgård och tidigare säteri som ligger på Älvsjö gårdsväg 3 strax söder om  Älvsjö station i stadsdelen Älvsjö i Brännkyrka socken i Stockholms kommun. 
Gården är en av Stockholmstraktens äldsta ännu existerande och omnämns första gången i slutet av 1500-talet. Den ägdes under nästan 200 år av släkten Lagerbielke och var förr bygdens centrum. Under Älvsjö lydde flera torp och utgårdar bland dem Hagsätra, Ormkärr, Rågsved, Bjursätra och Snösätra. Godset omfattade även Ersta gård och Farsta gård med tillhörande torp och småbruk. År 1968 förvärvades Älvsjö gård av Stockholms kommun och är numera representationsställe för Stockholmsmässans ledning. Gården hyrs även ut som konferenslokal.

## Etymologi
Ortnamnet "Älvsjö" skrevs 1461 Elffuesio (eller Elffuessiø). Förleden är möjligen det fornsvenska mansnamnet Ælve, men tolkningen är osäker. Efterleden sjö syftar på den nu torrlagda Brännkyrkasjön (även kallad Kyrksjön), som låg öster om gården och söder om Brännkyrka kyrka.

## Tidiga ägare
Själva gården omnämns första gången i slutet av 1500-talet när friherre Jakob Nääf ägde godset. Under honom blev Älvsjö ett säteri. Efter hans bråda död 1598 (han blev ihjälslagen av dalkarlar vid Stora Tuna kyrka) ärvde dottern Maria godset. Hon gifte sig 1606 med Gustav II Adolfs lärare Johan Skytte som då blev gårdens herre. När han dog 1645 ärvdes Älvsjö av dottern Anna, som var gift med landshövding Göran Göransson Gyllenstierna d.ä. År 1635 föddes parets son, Johan Göransson Gyllenstierna, på Älvsjö gård som övergick till dennes brorsdöttrar; Ebba, Maria och Christina. Samtliga var ogifta och de lyckades att förhindra att egendomen drogs in till kronan i samband med reduktionerna under Karl XI. I början av 1700-talet ägdes Älvsjö av  Nils Gyllenstierna.

## Historiska kartor

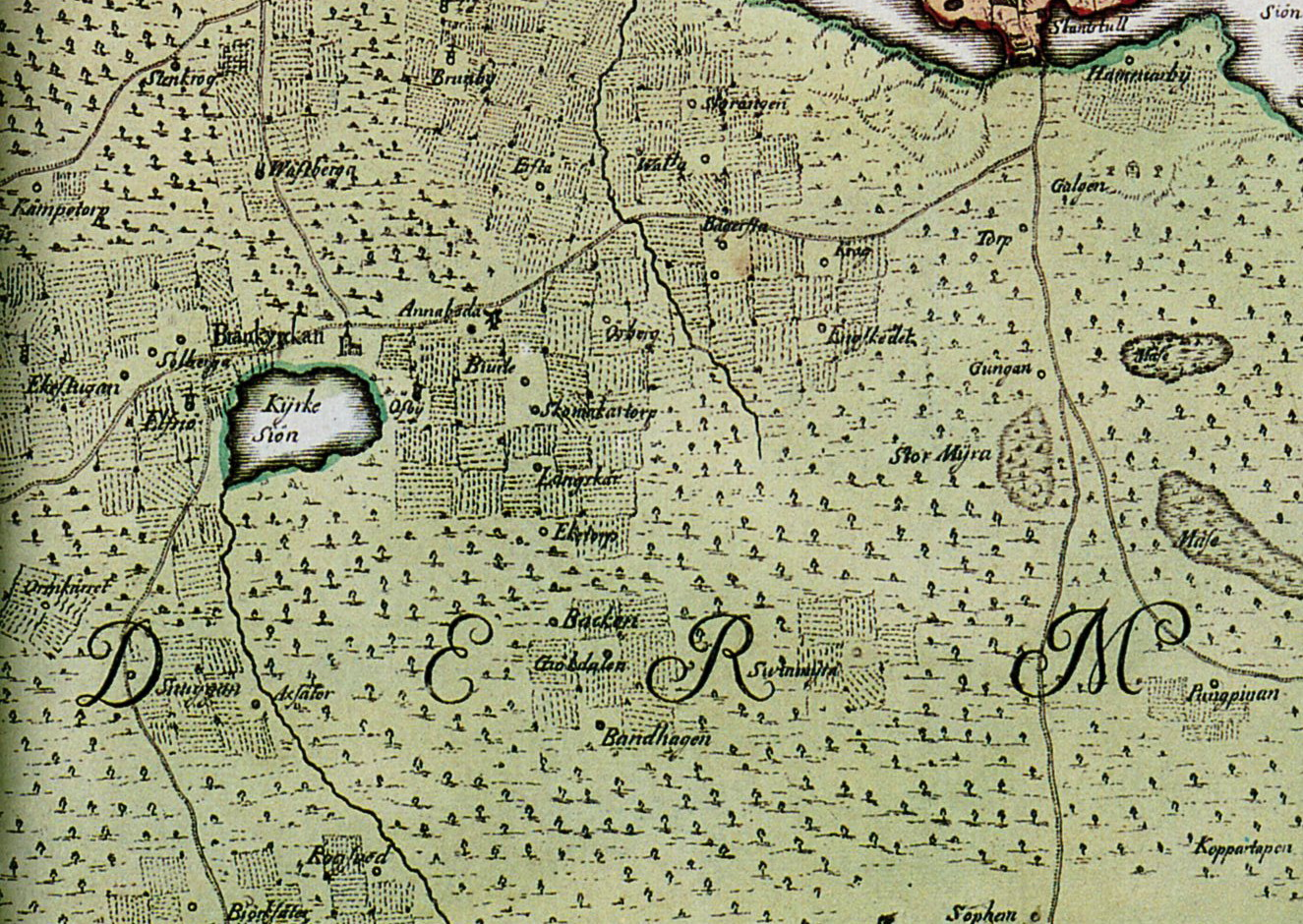
"Elfsiö" och "Kÿrke Siön" på 1750-talet
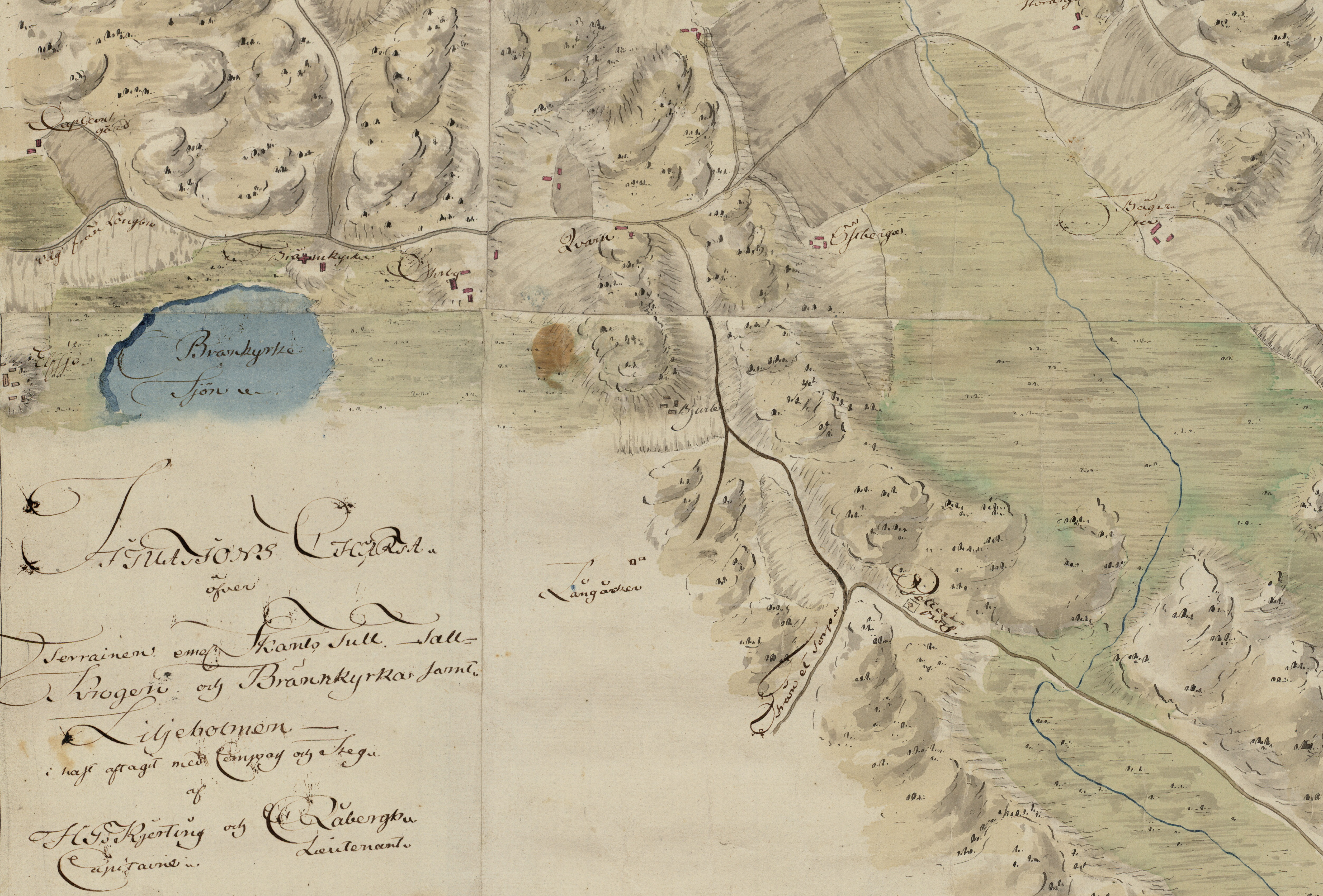
Gården (längst t.v.) och Brännkyrkasjön 1796
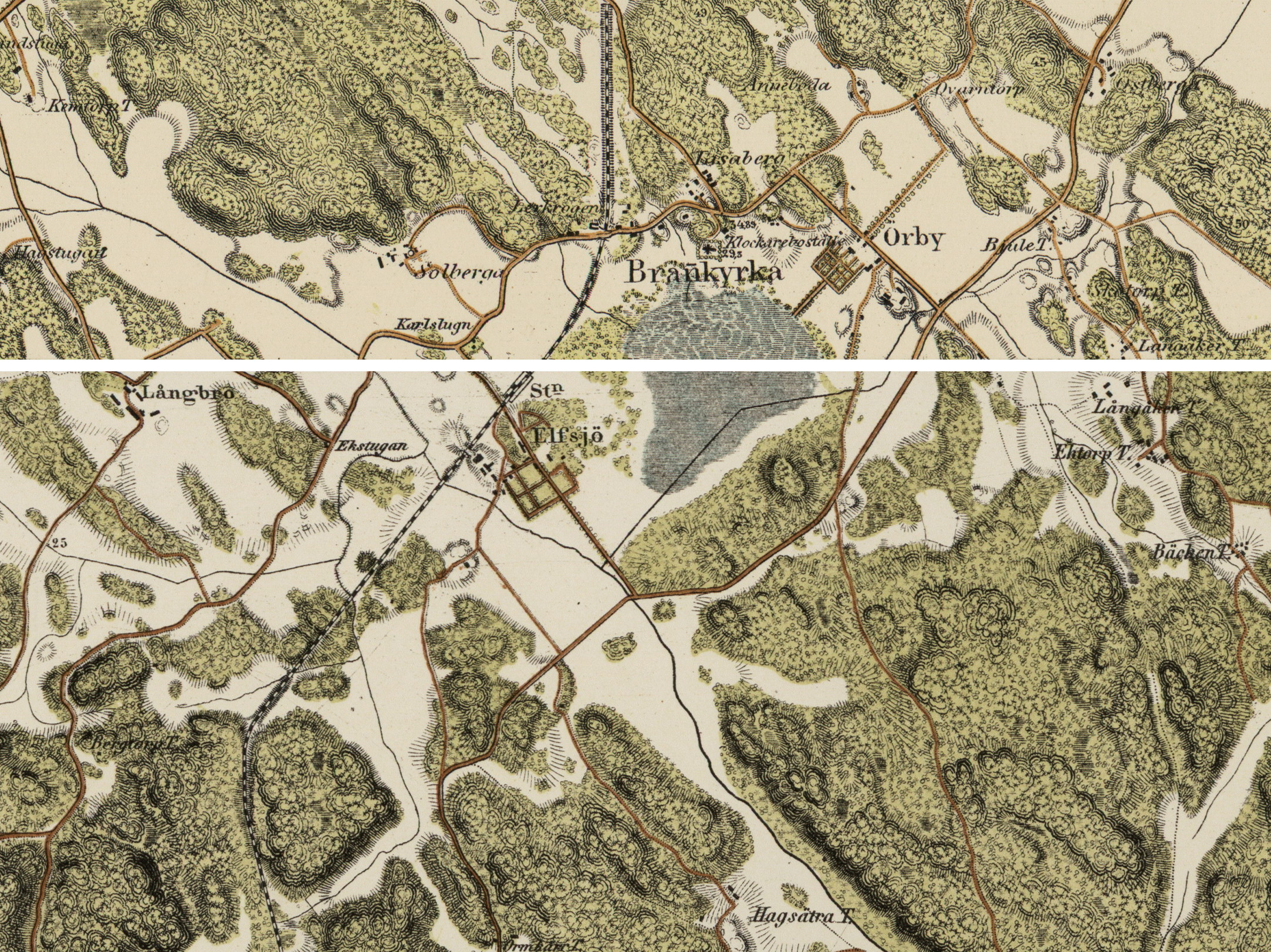
Gården på Topografiska corpsens karta 1860-talet
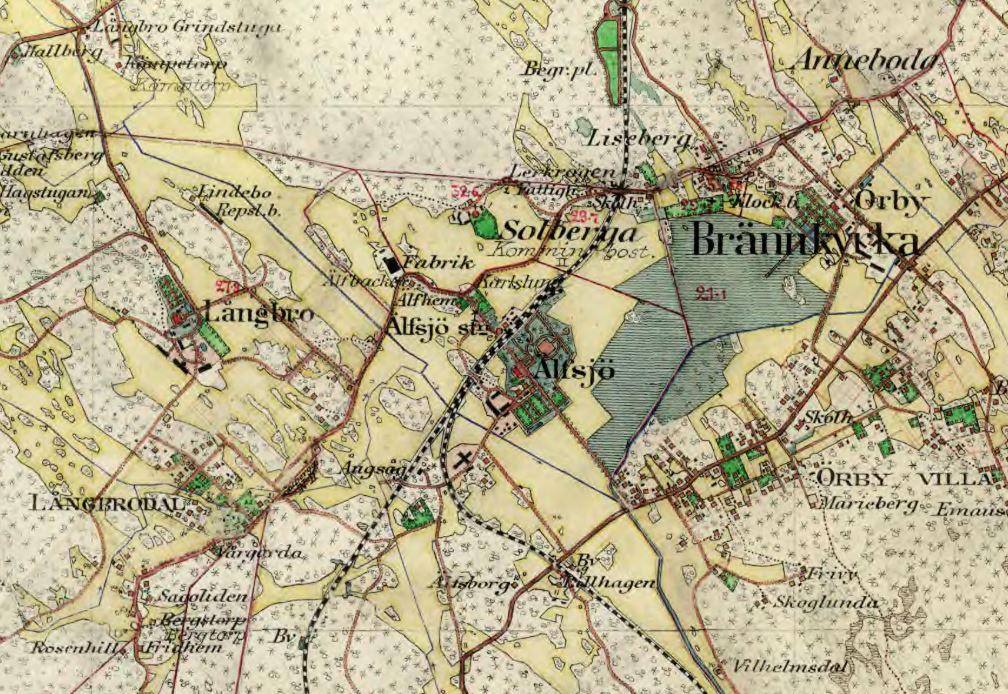
Gården på Häradsekonomiska kartan 1901-1906
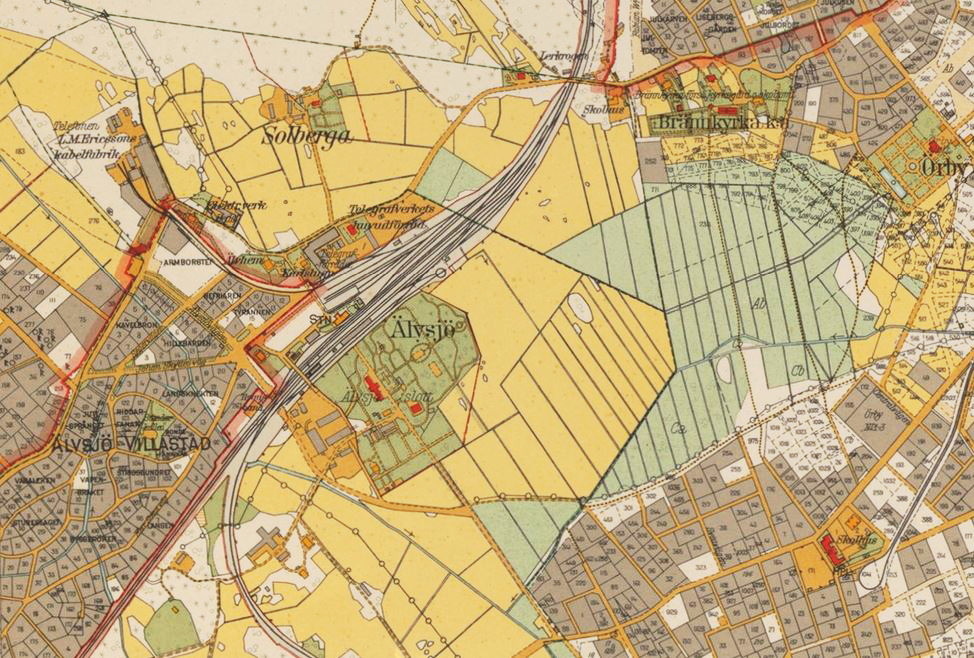
Gården med omgivning på 1920-talet

## Gården under Lagerbielke

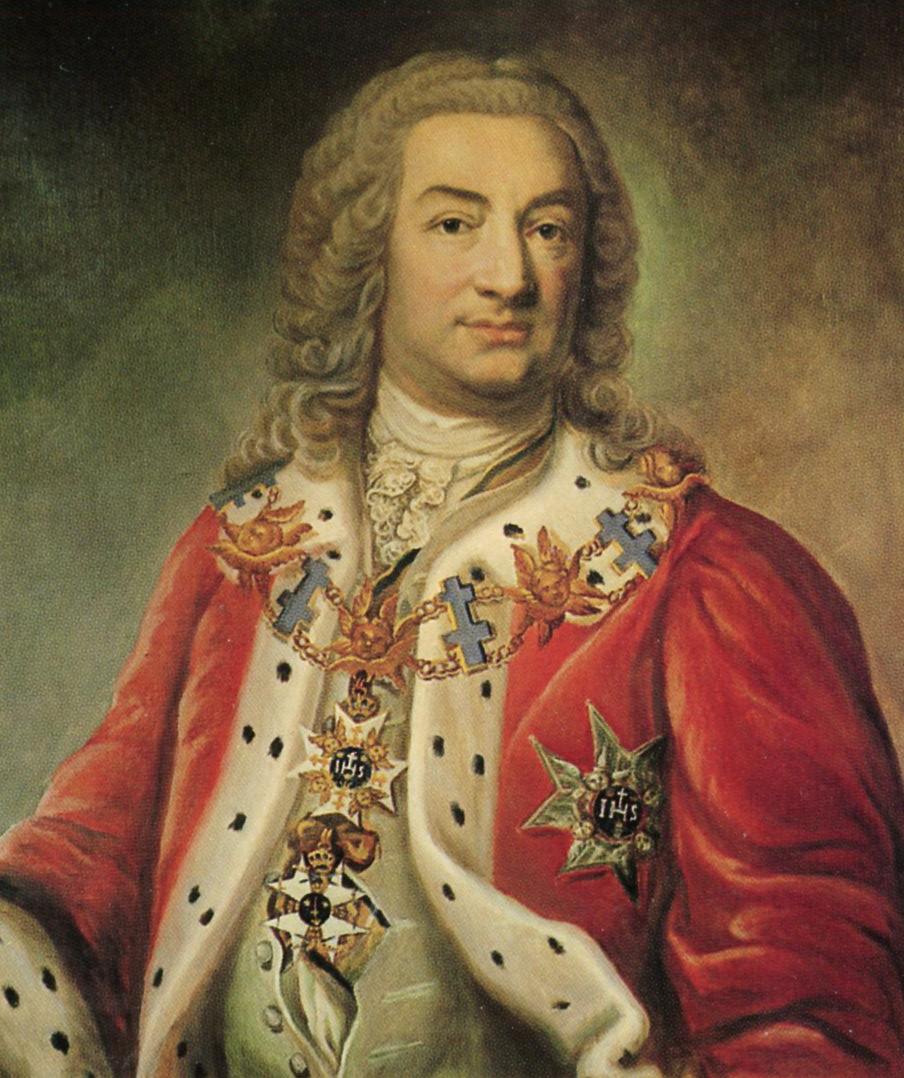
Axel Lagerbielke.

År 1775 köptes Älvsjö av friherre Axel Lagerbielke som gjorde egendomen till fideikommiss. Efter Axel Lagerbielke övergick godset till sonen Johan Gustaf Lagerbjelke som utvidgade faderns bibliotek på Älvsö att omfatta över 8 000 band. Han planerade även att bygga om huset i sengustaviansk stil, troligen inspirerad av Gustav III:s Hagapaviljong. På en ombyggnadsritning från 1800-talets början framgår att både flyglarna och manbyggnaden skulle förses med låga tak och att fasaderna skulle putsas och smyckas med bland annat rustikkedjor, fönsteromfattningar, takfris och festonger. Planen realiserades dock aldrig.
Efter dennes död 1812 ärvdes Älvsjö av äldste sonen landshövding Gustaf "Gösta" Lagerbjelke, även kallad ”Sveriges siste lantmarskalk”. Redan under 1850-talet  såldes delar av Älvsjö gårds egendomar för framdragningen av Västra stambanan.
Nästa ägare i ätten Lägerbielke var Gustaf Lagerbjelke som övertog egendomen 1895. Under hans tid byggdes gården om och moderniserades. 1913 inkorporerades Brännkyrka socken i Stockholms stad. Men redan 1908 och 1911 förvärvade AB Hem på landet stora delar av gårdens marker och styckade dessa till villatomter. 
Älvsjös siste fideikommissarie var sparbanksdirektören greve Erik Lagerbjelke. År 1930 sålde han kvarvarande markområde (utom parken och huvudbyggnaden) till Stockholms stad och 1968 följde själva gården. Eriks bror friherre Magnus Lagerbielke förvärvade Adamsberg i Rimbo socken i Roslagen. Denna blev nu den Lagerbielkeska ättens stamgård och dit överfördes det värdefulla biblioteket på Älvsjö.

## Gårdsbyggnaderna

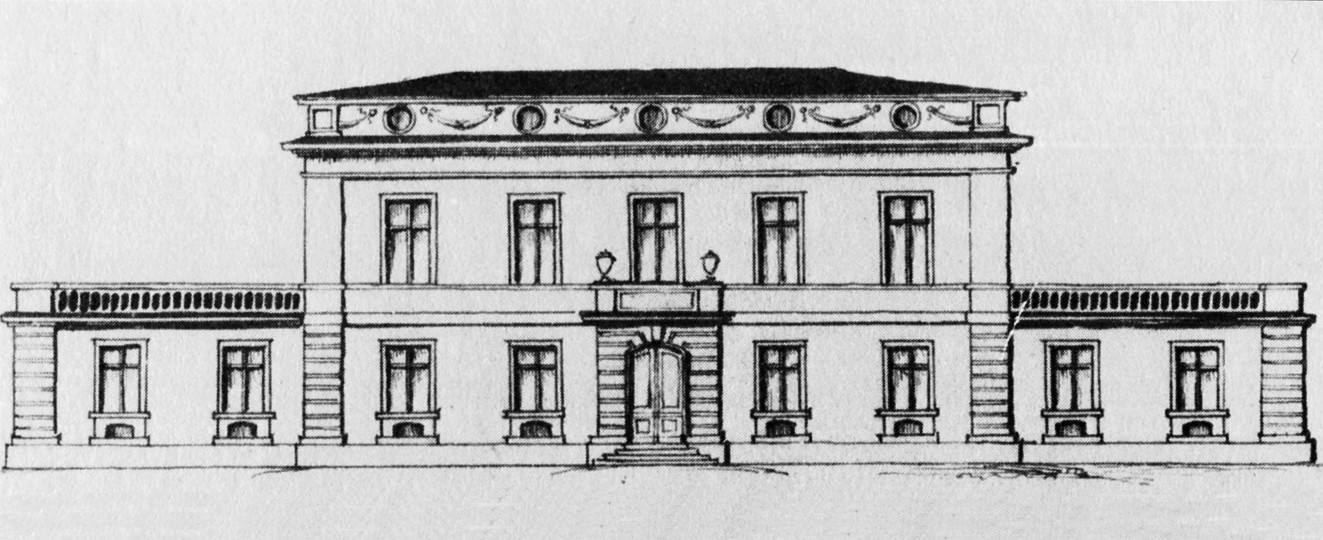
J.G. Lagerbielkes ombyggnadsförslag, cirka 1800.

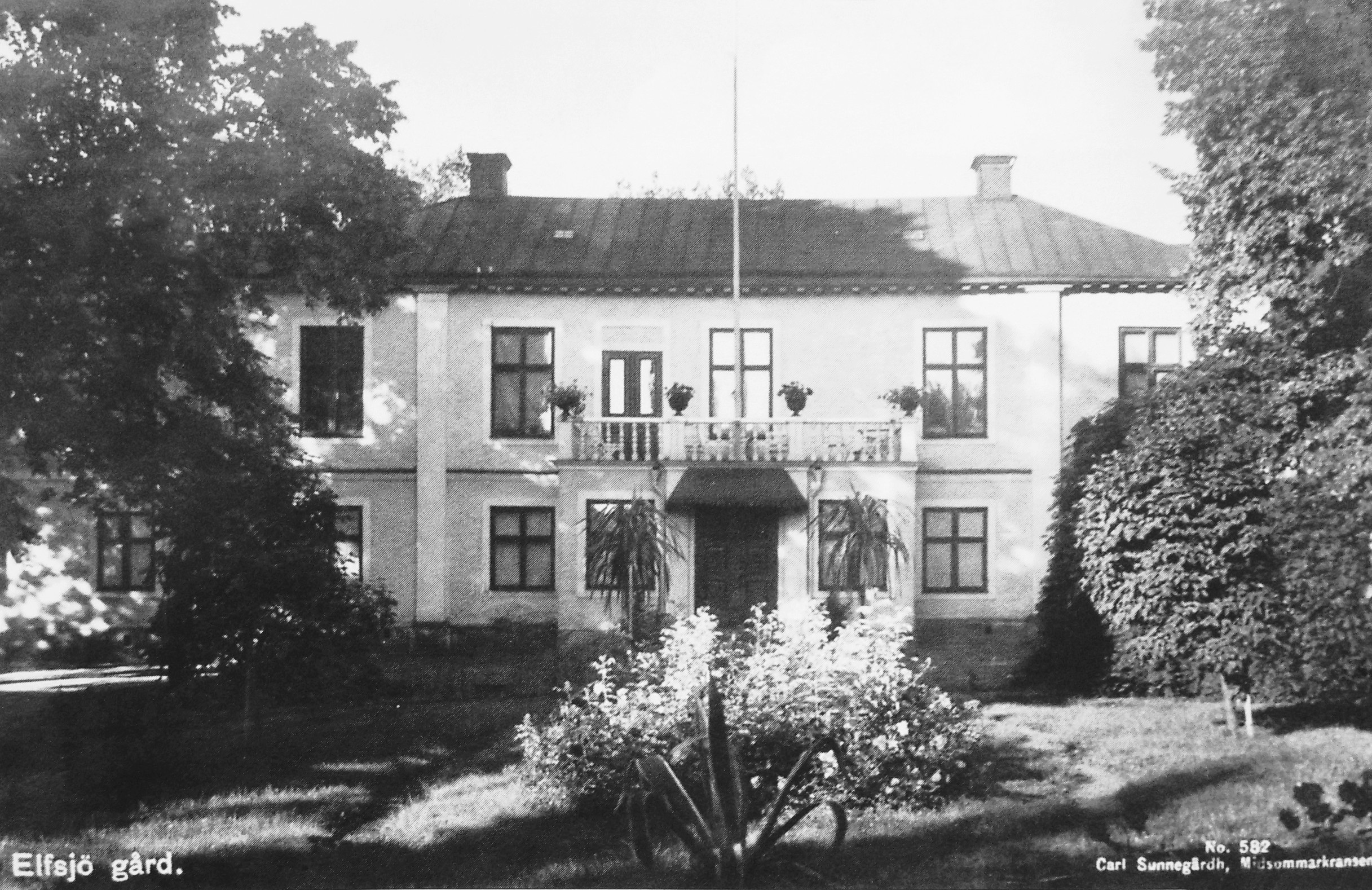
Gården med putsade fasader och tvåvåningsflyglar 1928.

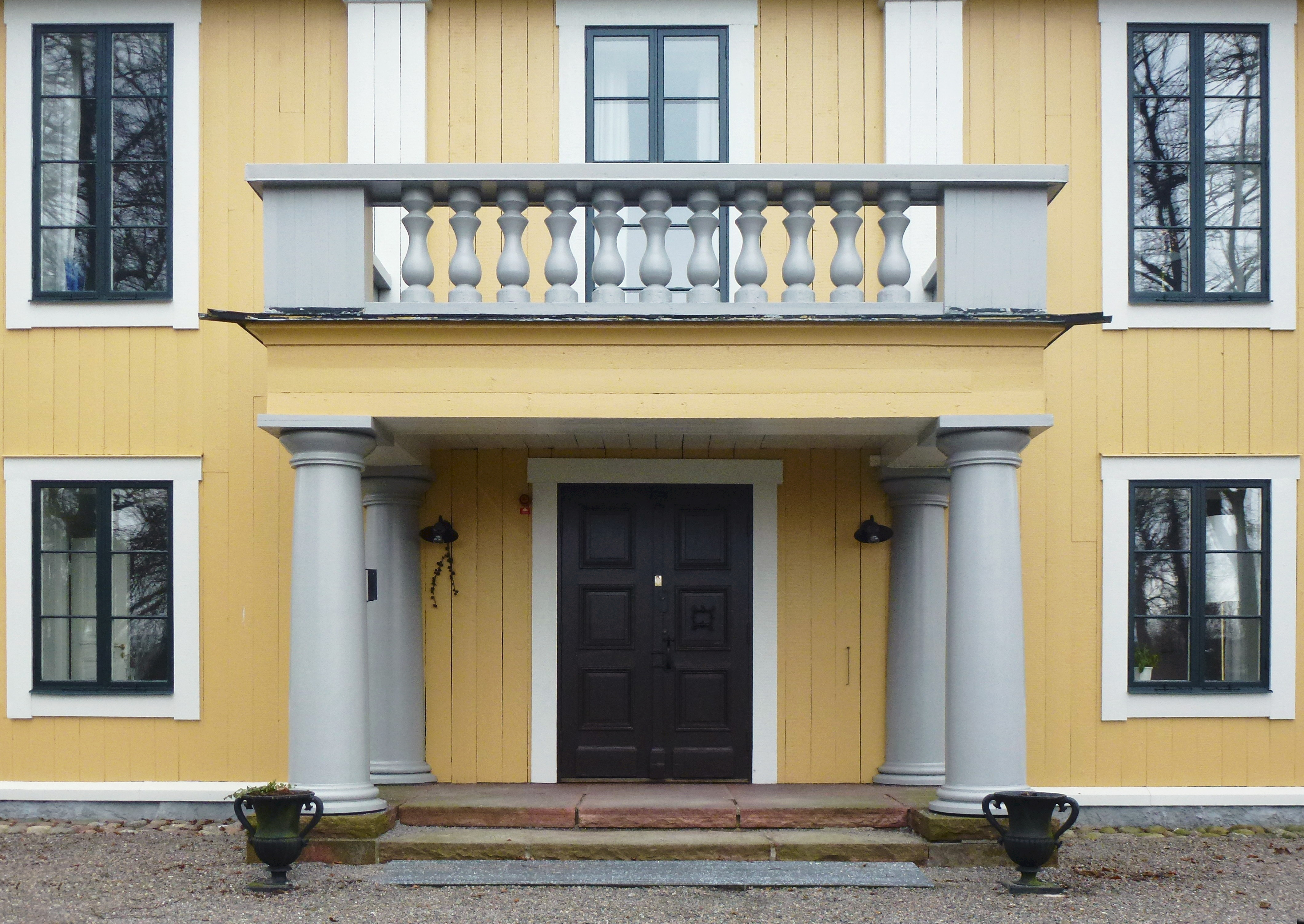
Gårdens entré och altan 2015.

Den ursprungliga gården låg söder om Brännkyrkasjön. Den nuvarande gårdsbebyggelsen anlades i slutet på 1500-talet på en liten kulle strax väster om Brännkyrkasjön, inte långt från Göta landsväg, som vid den tiden var Stockholms enda färdväg söderut. Byggherre var troligen friherre Jakob Nääf. Förmodligen var huvudbyggnaden ursprungligen fristående och hade två separata flyglar. År 1712 flyttades flyglarna och sammanbyggdes med huvudbyggnaden som pocher. På en illustration från 1800-talets början hade huvudbyggnaden då två våningar och ett brant säteritak. Flyglarna var enplansbyggnader med sadeltak.  Johan Gustaf Lagerbjelkes ombyggnadsförslag från omkring år 1800, som skulle ge byggnaden ett sengustaviansk utseende utfördes troligen aldrig. 
I mitten av 1800-talet ändrades säteritaket till ett lågt valmat tak. Under Gustaf Lagerbjelke, kring sekelskiftet 1900, utfördes en större ombyggnad. Då höjdes flyglarna med en våning och fasaderna putsades. Även invändig genomfördes en del förändringar, bland annat satte man in 1700-tals kakelugnar som kom från rivningshus i Stockholm. År 1906 lät Gustaf Lagerbjelke även bygga den ännu bevarade jugendvillan Elfkullen som står på en kulle söder om gården. Villan disponerades av kammarherren Fabian Edelstam och dennes hustru Hilma Dickinson. 
När Stockholms stad övertog byggnaden 1968 försökte man återställa huvudbyggnadens utseende från före 1890, vilket skedde omkring 1970. Flyglarnas övre våningsplan revs och fasadputsen ersattes av träpanel som målades i gul kulör med vita och ljusgråa detaljer. Altanen vid huvudentrén fick då sitt nuvarande utseende med fyra kraftiga kolonner och en balustrad med balustrer. Säteritaket återställdes dock inte. Gården hyrdes av styrelsen för S:t Eriksmässan som skulle flyttas från Norra Djurgården till Älvsjö. I huvudbyggnaden och västra flygeln anordnades representationslokaler med flera matsalar, salonger, ett bibliotek och ett serveringskök medan östra flygeln inreddes som modern bostad för mässdirektören.
På 1960-talet brann gårdens ladugårdar ner, några fundamentrester syns fortfarande i gräsmattorna. Till gårdens kvarvarande bebyggelse hör förutom huvudbyggnaden även den rödmålade förvaltarbostaden med vällingklockan vid uppfarten till gården och villa Elfkullen. Brännkyrkasjön utdikades i omgångar och på dess plats ligger sedan 1971 Stockholmsmässans byggnader och parkeringsplatser. Flera av traktens gatunamn påminner om gården och tidigare ägare, bland dem Älvsjö gårdsväg, Nääfgränd, Johan Skyttes väg, Lagerbielkes väg och Fru Marias väg.

## Torp under Älvsjö (urval)

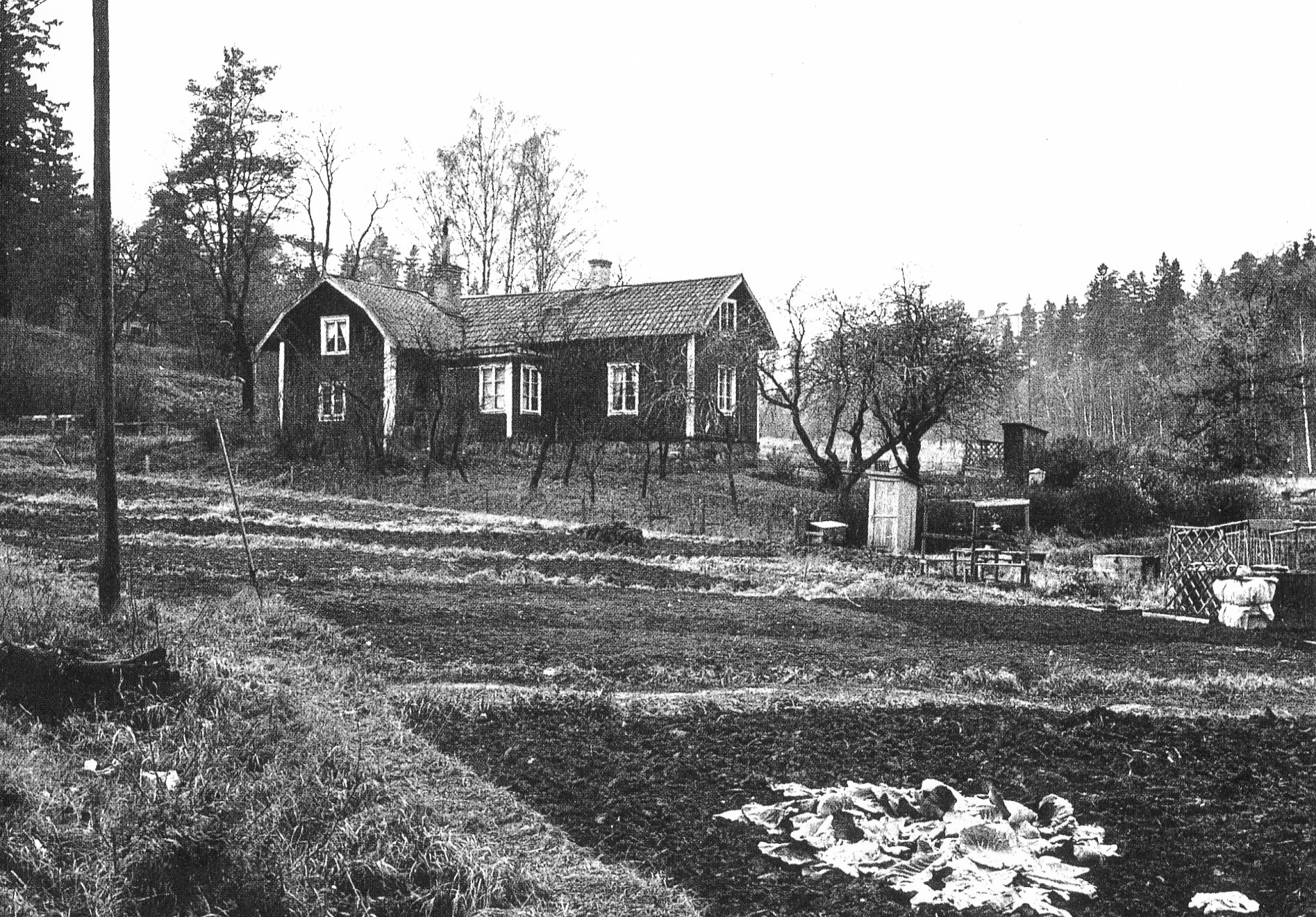
Snösätra, 1960-tal.
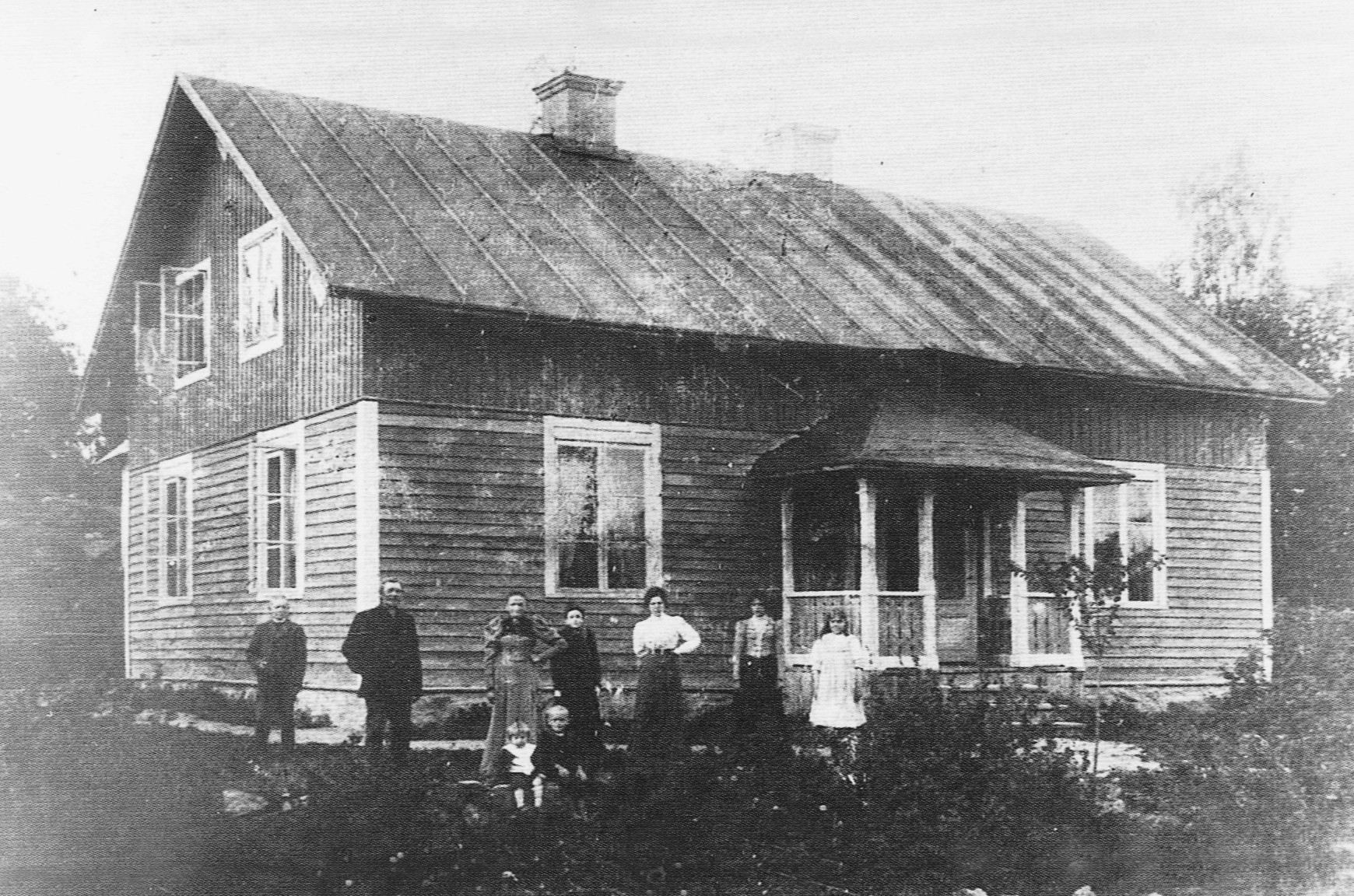
Hagsätra, 1903.
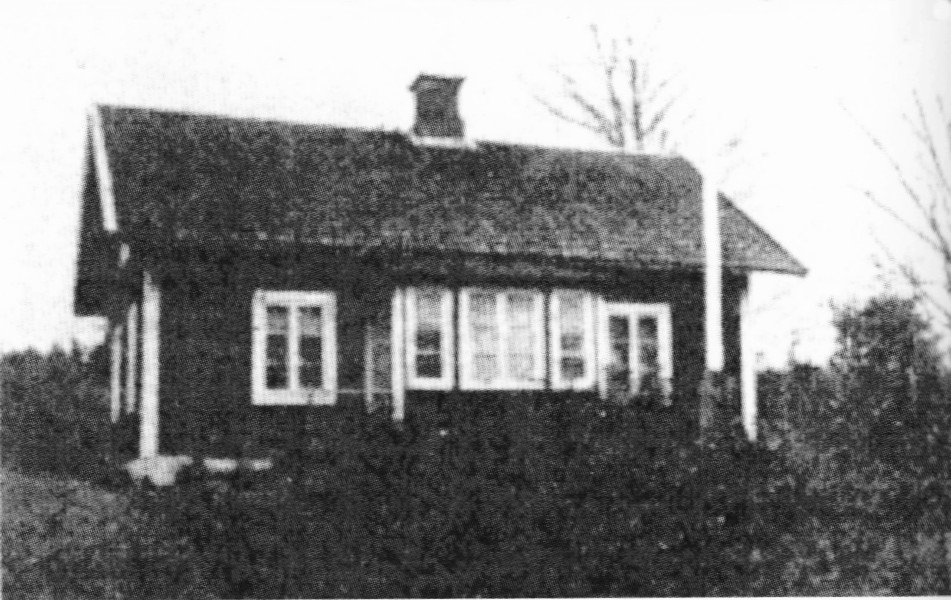
Bjursätra 1951.
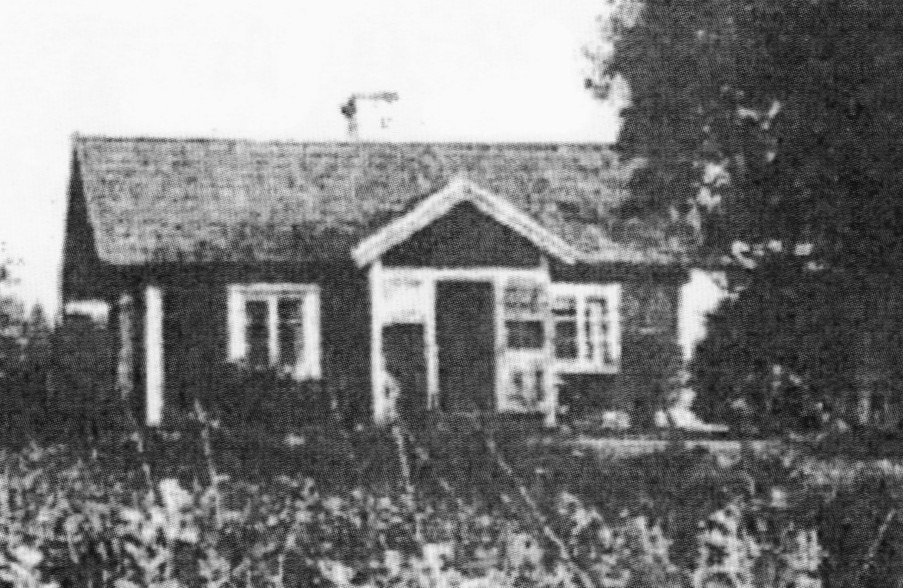
Rågsved, 1956.
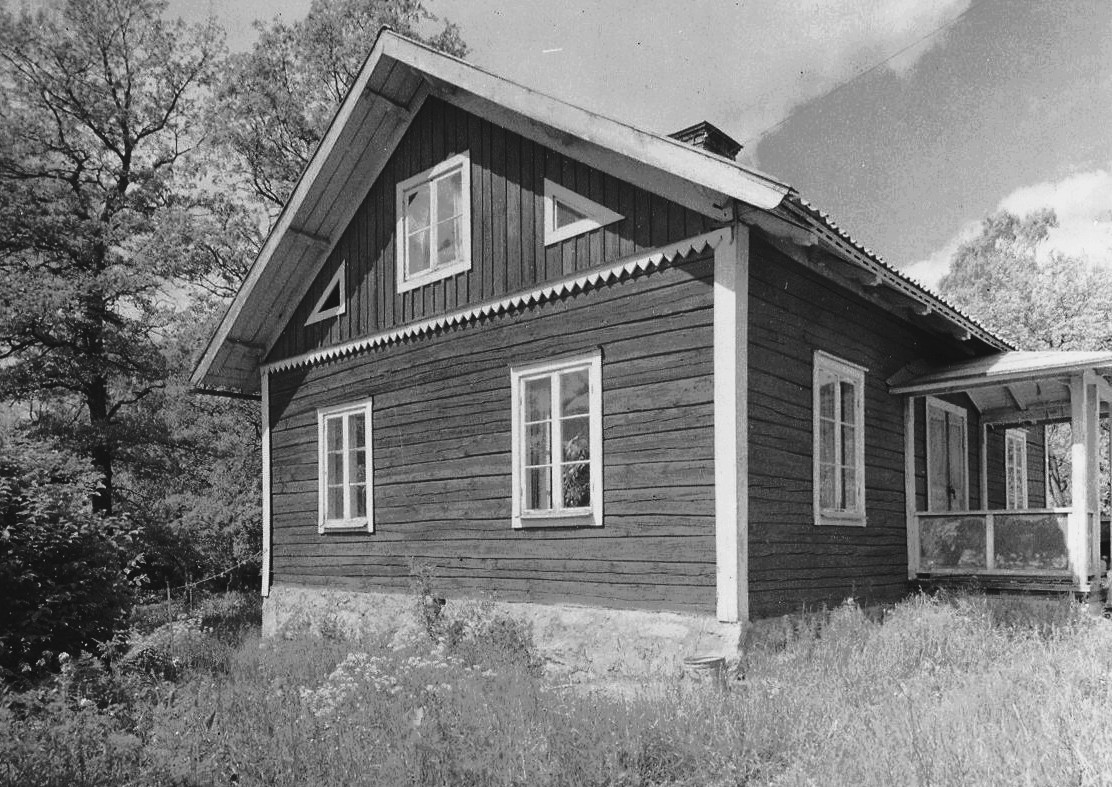
Ormkärr, 1957.

## Nutida bilder

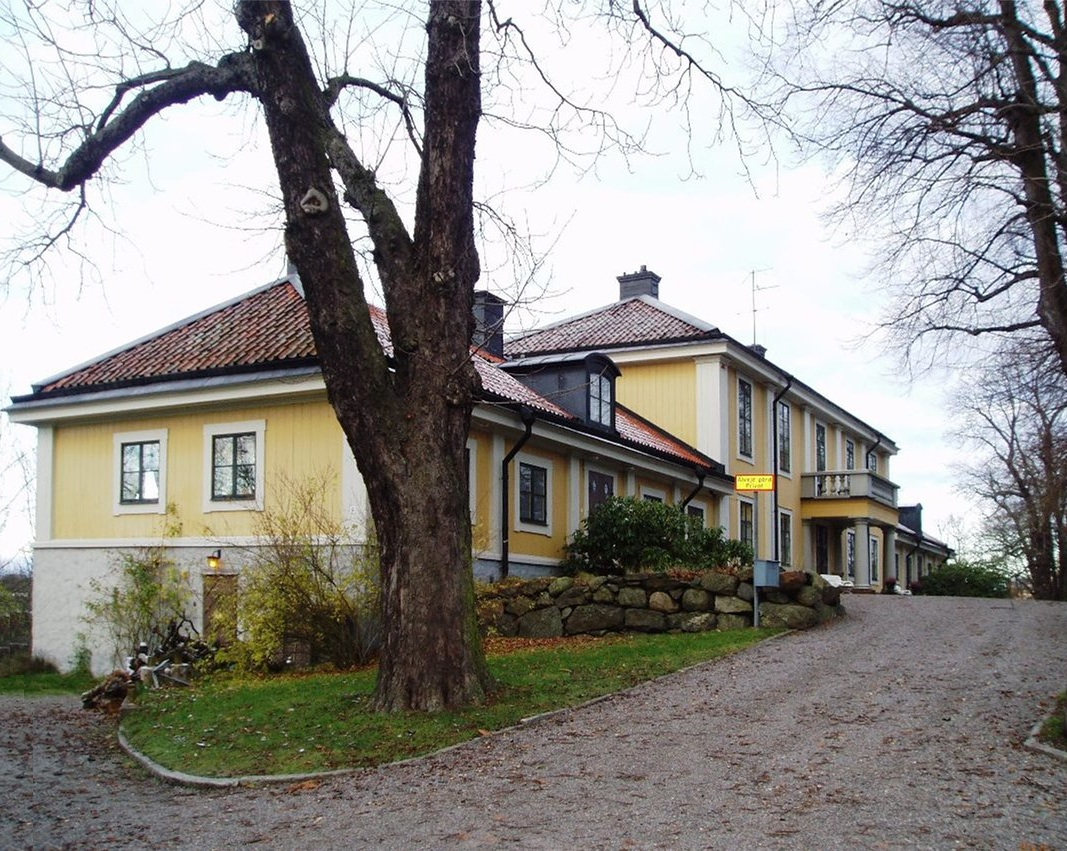
Huvudbyggnaden mot sydost.
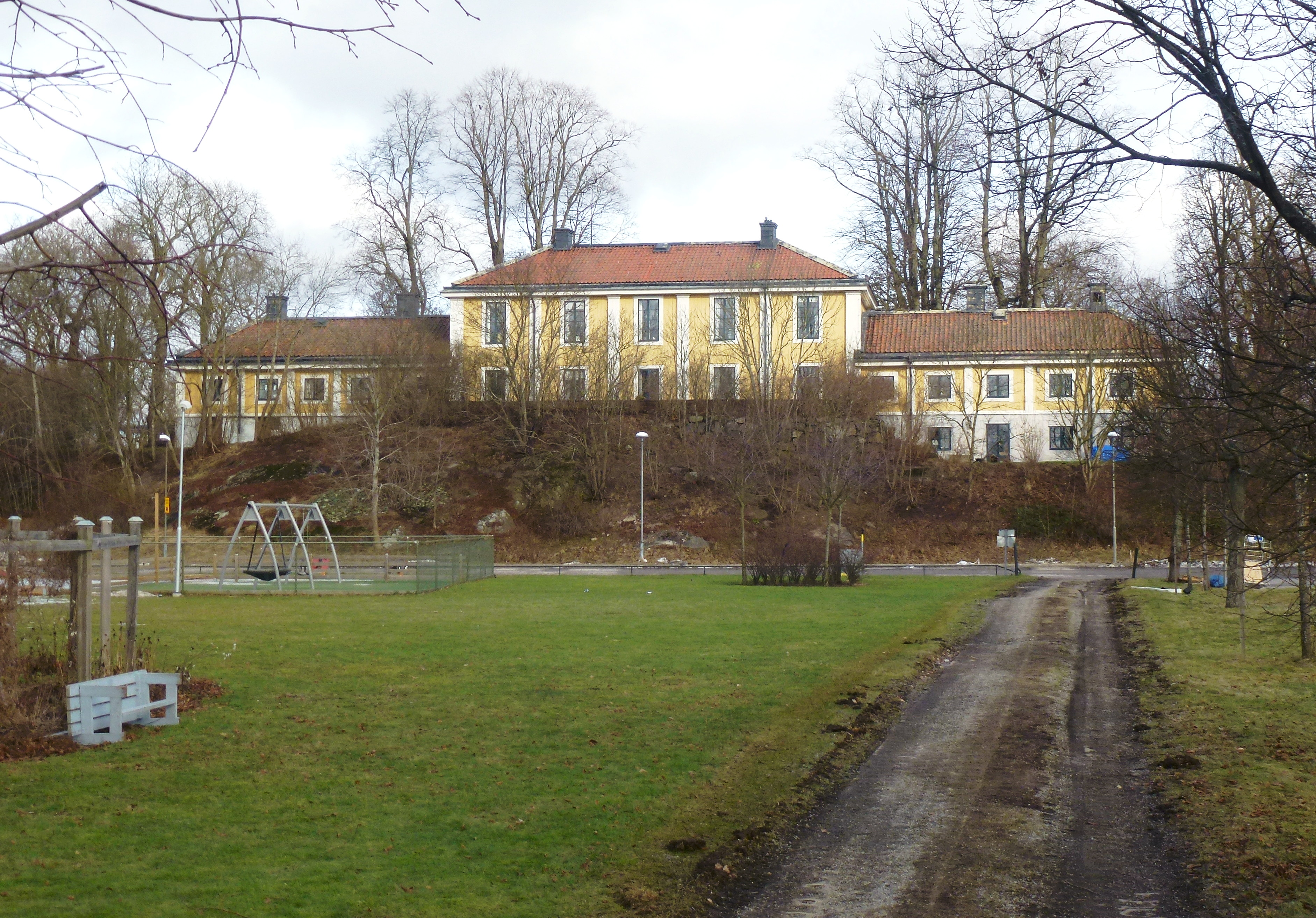
Fasaderna mot sydväst.
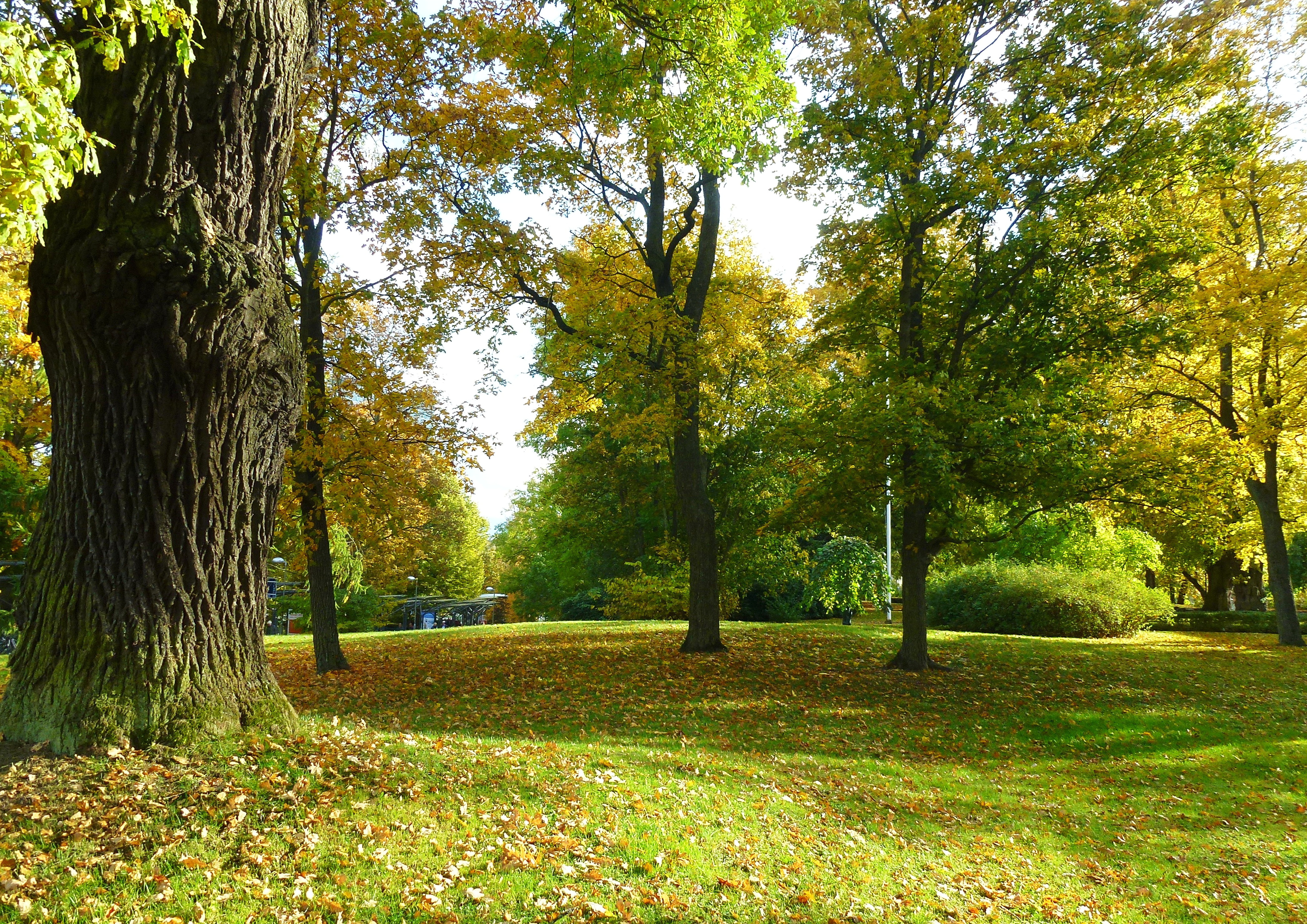
Parken på hösten.
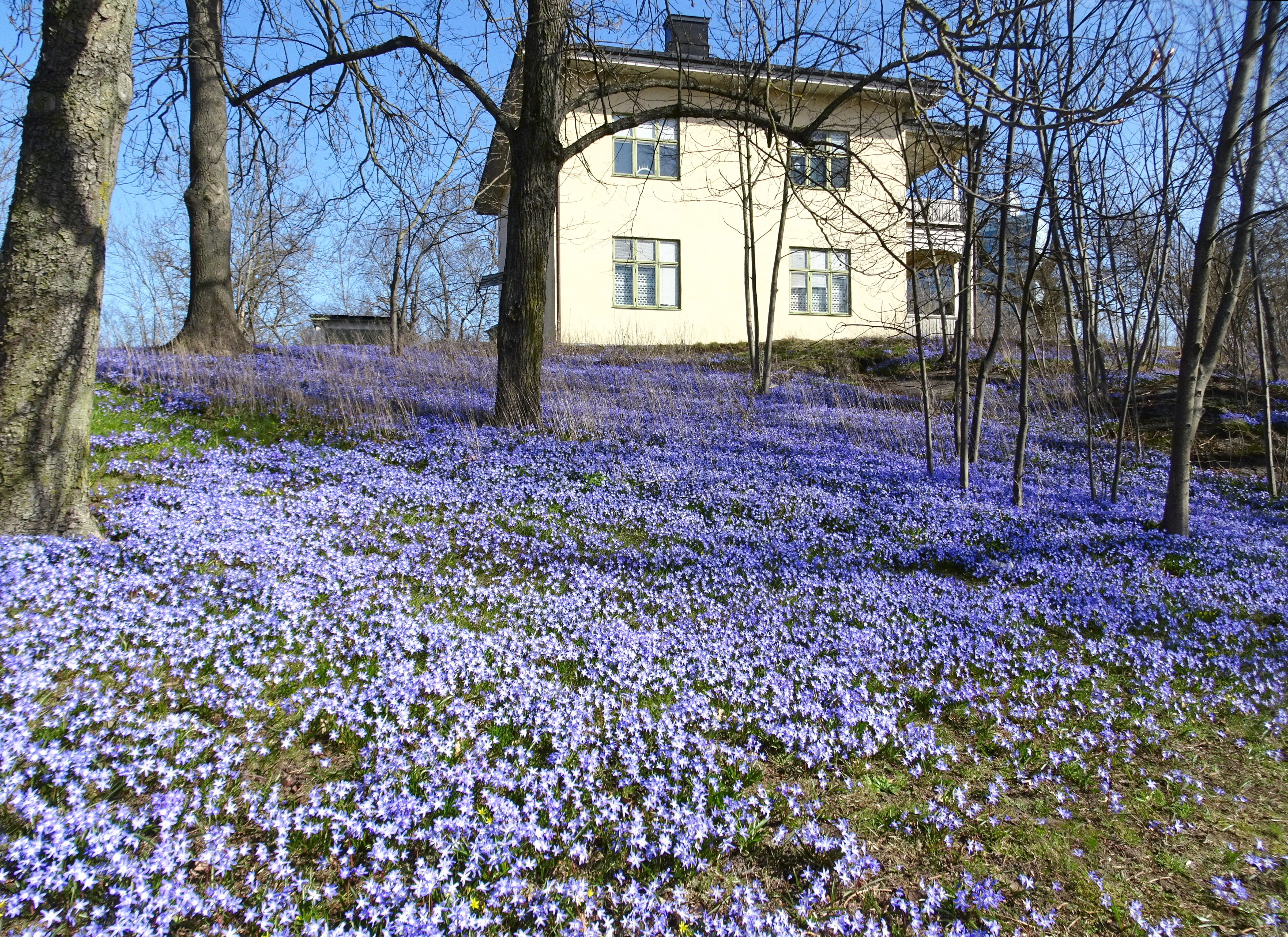
Villa Elfkullen på våren.
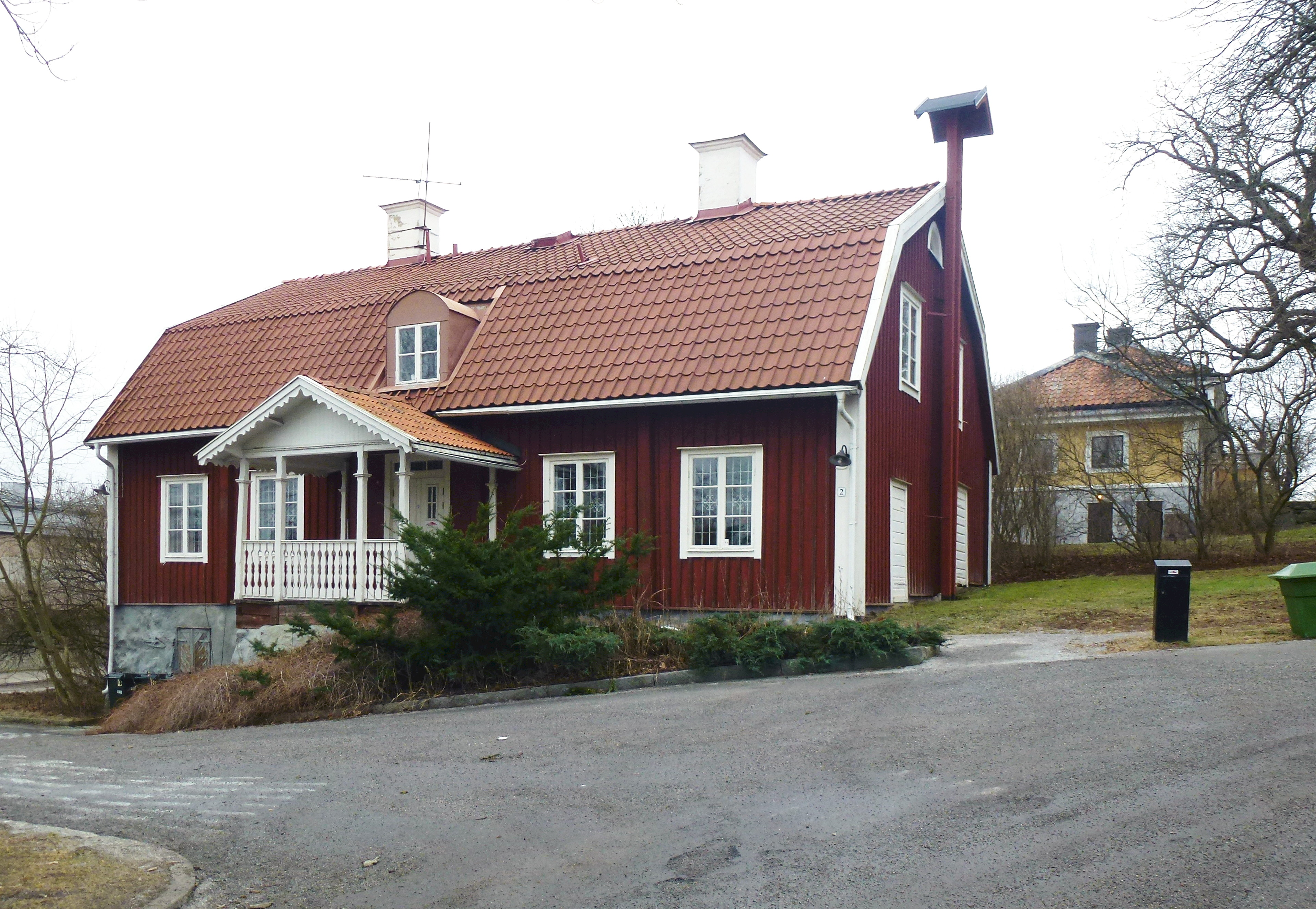
Förvaltarbostaden.